# Jean-Baptiste Capronnier
Jean-Baptiste Capronnier (Parijs, 1 februari 1814 - Schaarbeek, 31 juli 1891) was een Belgische glas-in-loodmaker.

## Levensloop
In 1820 kwam Capronnier met zijn vader, de porseleinschilder en vergulder Jean-François Capronnier (1779-1853), in de Brabantstraat in Schaarbeek wonen. Zijn vader begon al met glasramen te maken en kreeg in 1834 de opdracht om de historische ramen van de Sint-Michielskathedraal te restaureren. Jean-Baptiste mocht aan dit aanzienlijke werk meewerken.
Vanaf 1839 leidde Jean-Baptiste het atelier. Hij kreeg snel vermaardheid en in 1856 bracht Leopold I bezoek aan zijn atelier. Hij kreeg nog meer bekendheid door zijn studie over de leer van het glas-in-lood maken. In 1860 werd hij ridder in de Leopoldsorde en in 1862 verkreeg hij de Belgische nationaliteit.
Het stijgend succes maakte dat hij een ruim huis kocht, Rogierstraat 251 in Schaarbeek, waar hij een groot atelier bouwde.
Capronnier was ook een entomoloog, gespecialiseerd in vlinders.
Het atelier eindigde met zijn overlijden en de inboedel werd in 1892 openbaar verkocht. Er werden 3.280 loten kartons van glasraamtekeningen geveild, waarvan 1.328 van Belgische kerken en gebouwen. Hetzelfde jaar richtte zijn zoon Jules-Adrien Capronnier (1838-1914) een nieuw atelier op in dezelfde gebouwen.
In Schaarbeek werd later een straat naar Jean-Baptiste Capronnier genoemd.

## Glasramen

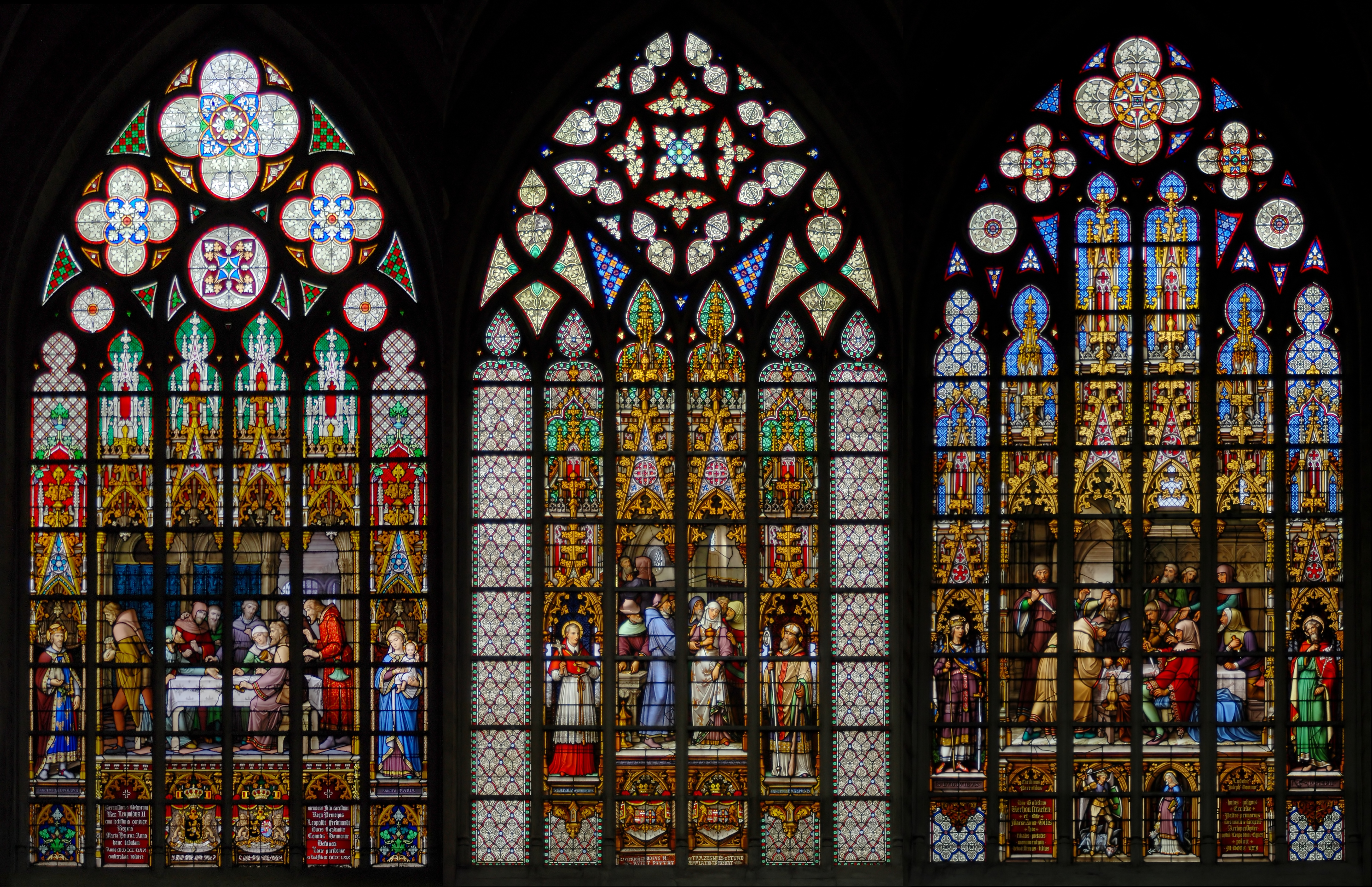
Een van Capronniers werken.

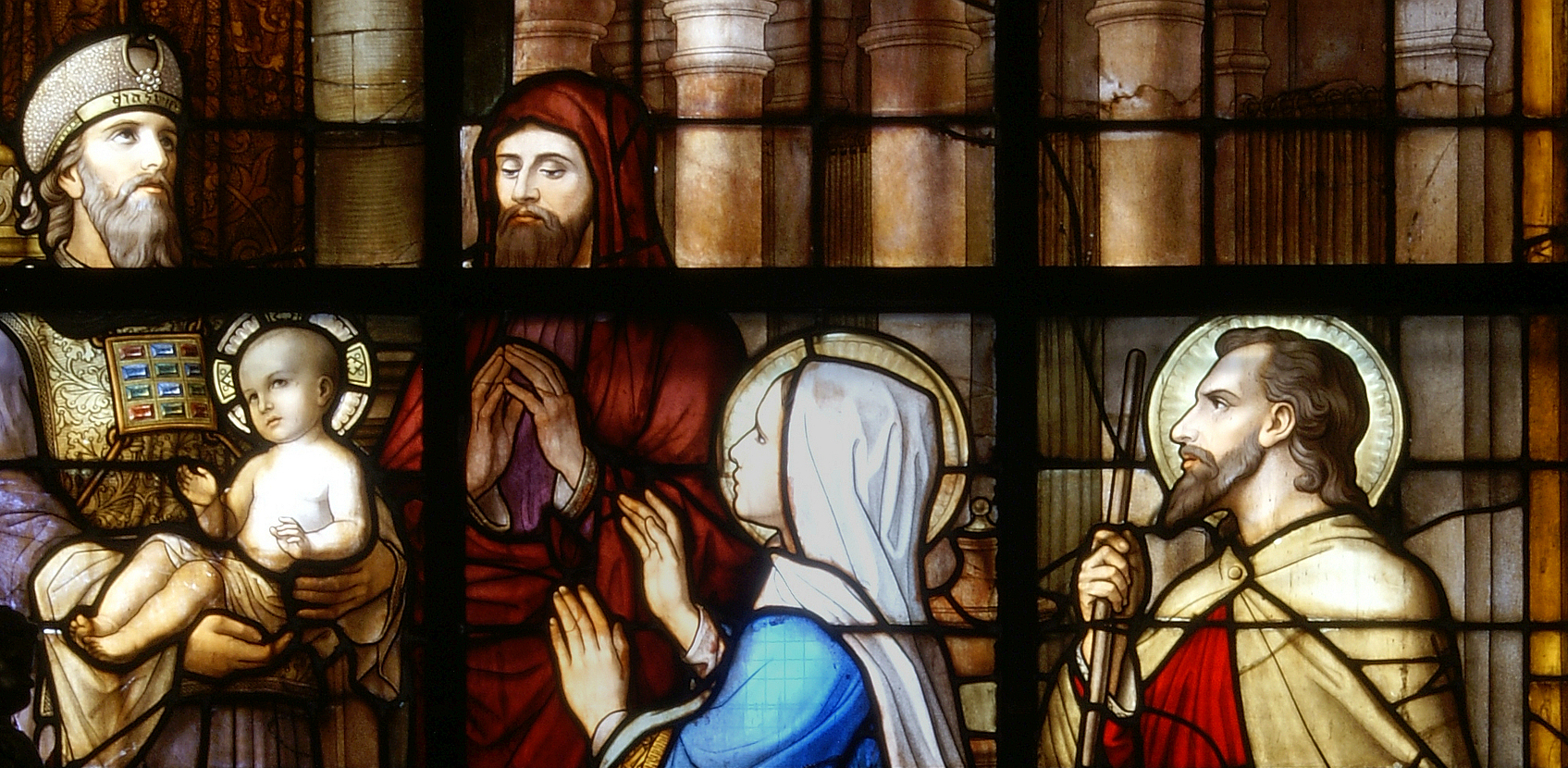
Detail van een glasraam in de koorommegang van de Sint-Pieterskerk te Turnhout (anno 1884).

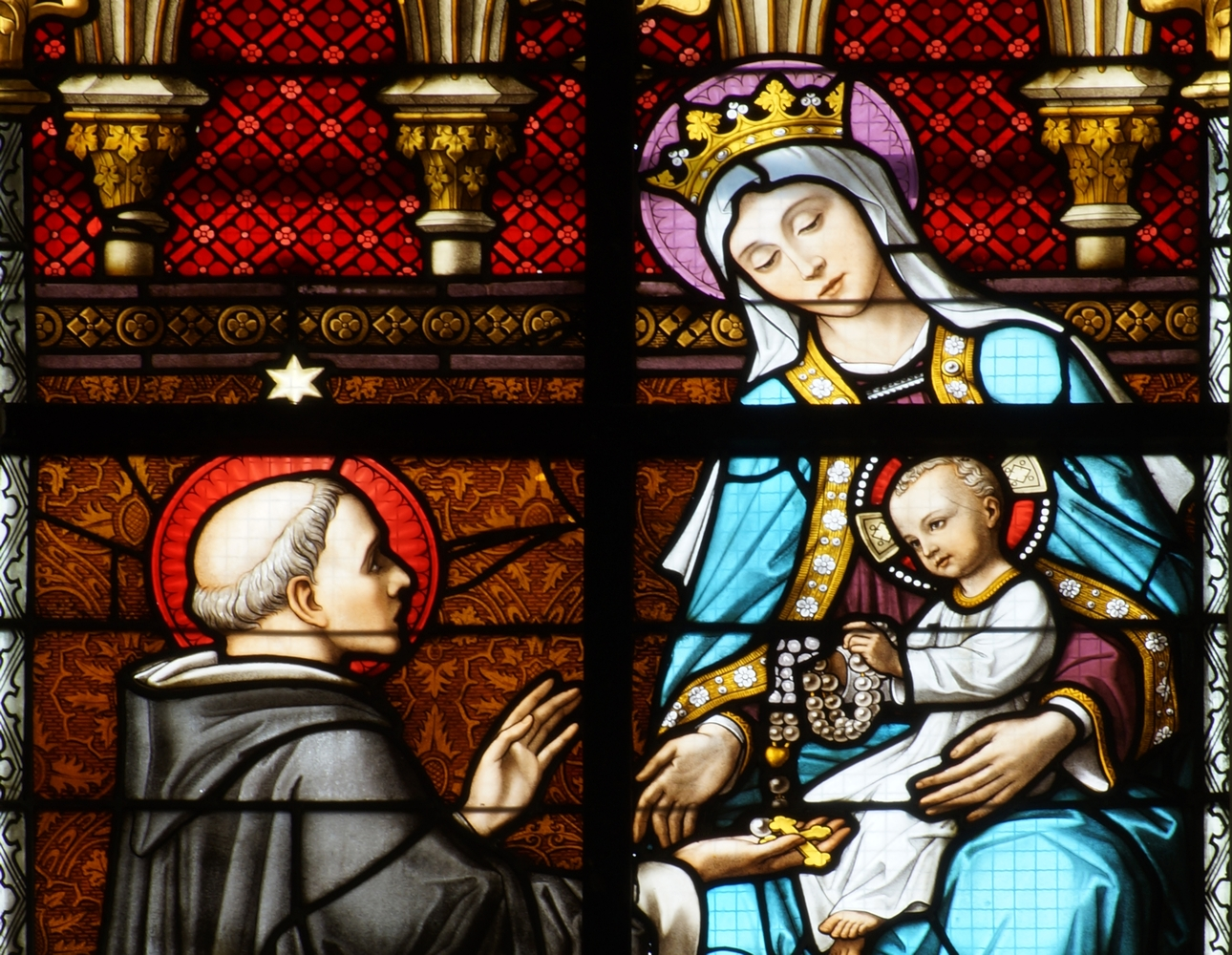
Detail van het glasraam "De Rozenkrans"
in de Sint-Willibrorduskerk te Merksplas
(anno 1881).

Van Capronnier zijn onder meer glasramen te vinden in:

### Restauraties
- Sint-Michielskathedraal, Brussel (1840),
- Sint-Maartensbasiliek, Luik (1840),
- Sint-Catharinakerk, Hoogstraeten (1841),
- Sint-Jacobskerk, Luik (1842),
- Sint-Pauluskathedraal, Luik (1842),
- Onze-Lieve-Vrouwekathedraal, Doornik (1845),
- Sint-Jacobskerk, Antwerpen (1850),
- Sint-Martinuskerk, Tubeke (1856),
- Sint-Genovevakerk, Londerzeel (1859),
- Sint-Gummaruskerk, Lier (1861),
- Sint-Pieterskerk, Lo-Reninge (1862),
- Sint-Eustachiuskerk, Zichem (1869),
- Onze-Lieve-Vrouwekathedraal, Antwerpen (1870),
- Sint-Leonarduskerk, Sint-Lenaaerts-Brecht.

### Nieuwe ramen
- Kasteel van Bouchout, Meise (1838),
- Kasteel prins de Merode, Westerlo (1843),
- Sint-Niklaaskerk, Gent (1851),
- Kapellekerk, Brussel (1852)
- Kathedraal, Doornik (1852)
- Heilig-Kruiskerk, Luik (1853),
- Sint-Servaaskerk, Luik (1853),
- Sint-Denijskerk, Luik (1854),
- Heilig Bloedbasiliek, Brugge (1856),
- Sint-Pieterskerk, Ukkel (1856),
- Sint-Ursulakerk, Lanaken (1864)
- Sint-Willibrorduskerk, Merksplas (1881),
- Sint-Michielskerk (Gent), Gent (1883),
- Sint-Pieterskerk, Turnhout (1883 & 1884).
- Sint Janskathedraal, 's-Hertogenbosch (1863- )
- Heilige Antonius Abt kerk (Eerde, gem. Veghel, Nederland) (1886)
- Sint-Niklaaskerk (Ter Hulpen/La Hulpe)
- Eglise "de fer d'Argenteuil" (Ohain), (1861)  bestaan niet meer
- Sint Ludgeruskerk, Zele

Capronnier leverde talrijke glasramen in Duitsland, Engeland, Frankrijk en Nederland. Hij leverde ook ramen voor de kerk van Sint-Juliaan-der-Vlamingen in Rome.
Talrijke glasramen, zowel in België als in het buitenland zijn het slachtoffer geworden van oorlogsgeweld of van wijzigingen in de smaak van de verantwoordelijken.

## Publicaties
over glas
- (samen met Descamps,) Les vitraux de la cathédrale de Tournai, 1848.
- (samen met Ed. Levy,) Histoire de la peinture sur verreen Europe et spécialement en Belgique, Brussel, 1860.
- Vitraux, verres, grés, in: Les merveilles de l'art ancien en Belgique, 1890.

over vlinders
- Liste des Lépidoptères capturés au Congo, in: Bulletin de la Société Entomologique de Belgique 1889: 118-127.
- Liste d’une collection de lépidoptères recueillis au Gabon avec la description de quatres espèces nouvelles, in: Bulletin de la Société Entomologique de Belgique 1889: 141-148.